# Neillia sparsiflora
Neillia sparsiflora är en rosväxtart som beskrevs av Alfred Rehder. Neillia sparsiflora ingår i släktet klockspireor, och familjen rosväxter. Inga underarter finns listade i Catalogue of Life.